# Melitaea carmana
Melitaea carmana är en fjärilsart som beskrevs av Hans Fruhstorfer 1915. Melitaea carmana ingår i släktet Melitaea och familjen praktfjärilar. Inga underarter finns listade i Catalogue of Life.